# Banda sonora
Uma banda sonora (português europeu) ou trilha sonora (português brasileiro) é, tecnicamente falando, "todo o conjunto sonoro de um filme, incluindo além da música, os efeitos sonoros e os diálogos." Isso também inclui peças de um programa de televisão ou de jogos eletrônicos. Pode incluir música original, criada de propósito para o filme, ou outras peças musicais, canções e excertos de obras musicais anteriores ao filme. A definição de "trilha sonora" se expandiu na década de 1990, com coletâneas do tipo "Music Inspired By". Alguns exemplos bem sucedidos dessa tendência foram as trilhas de O Corvo (nos Estados Unidos) e Trainspotting (no Reino Unido).
Um filme pode popularizar uma obra musical já existente, mas menos conhecida pelo grande público. 2001 - Uma Odisseia no Espaço deu uma popularidade sem precedentes ao poema sinfónico Assim falou Zaratustra, de Richard Strauss. O filme Elvira Madigan, de Bo Widerberg, ao utilizar o concerto para piano n.º 21 de Wolfgang Amadeus Mozart, popularizou de tal forma esse tema musical que, apesar de já existir há muito, passou a ser cognominado de Elvira Madigan.
As edições das bandas sonoras em álbum têm sido lançadas de dois modos: ou se trata da edição da banda sonora de um filme ou são colecções de várias peças de um certo autor criadas especificamente para alguns filmes - como, por exemplo, Bernard Herrmann, Ennio Morricone ou Nino Rota[ou [não]].

## História
Desde a primeira e histórica projeção dos irmãos Lumière, em 1895, as imagens da 7ª arte já tinham um acompanhamento musical. Porém, o fundo musical era geralmente uma improvisação solo feita por pianistas ou organistas, e a música raramente coincidia com as narrativas da tela. A partir de 1910 começaram a ser editadas partituras para piano e orquestra, que transmitiriam os "climas" apropriados para cenas específicas. No entanto, o problema de sincronização entre cena e trilha sonora ainda não tinha sido resolvido. Só na década seguinte se chegou a uma solução para este impasse, com a encomenda dos primeiros scores, ou seja: música incidental feita exclusivamente para determinado filme.

## Categorias
- Banda sonora para a televisão
  - Bandas sonoras televisivas
  - Hinos desportivos
- Gravações do elenco
  - Musicais
  - Peças de teatro

### Bandas sonoras de Novelas
O processo de liberação de uma música junto às editoras e artistas para a utilização e sincronização da obra musical na novela, pode levar meses até que todos os contratos e autorizações sejam fechados. Só para se ter uma ideia, o preço da música vai depender do tipo de utilização que ela terá na obra.
Nas décadas de 1970 e 1980, era crucial para um cantor ter sua música presente numa novela para se apresentar em programas televisivos. Isso vale também para artistas internacionais, que também tiveram suas carreiras impulsionadas no Brasil através de sua presença em novelas. Por conta disso, durante muito tempo, as trilhas sonoras de novelas influenciaram o gosto musical do brasileiro.
No entender de Guilherme Bryan (co-autor do livro "Teletema - A História da Música Popular Através da Teledramaturgia Brasileira"), a partir dos anos 1990, houve uma pulverizada nesta lógica com o surgimento de novos canais e a consolidação da MTV.
A fase 1985-1989 marcou uma “era de ouro” das vendagens de trilhas novelísticas –seis das dez novelas com mais discos vendidos foram exibidas nesse período de cinco anos.
Até hoje, o álbum com a trilha-sonora da novela O Rei do Gado é o mais vendido da história, com mais de 2 milhões de cópias vendidas de um disco calcado no sucesso do gênero sertanejo.

#### Temas Instrumentais (BGM)
Com relação à temas instrumentais, até 1980, era raro uma composição instrumental ter espaço nos discos de novela - às vezes, um ou dois temas eram incluídos no álbum, como aconteceu nas trilhas de “Tieta” (1989), “Vamp” (1991), “Força de Um Desejo” (1999) e outras.
As novelas “Baila Comigo” (1981) - TV Globo - “Cavalo Amarelo” (1980) e “Ninho da Serpente” (1982) - ambas da Band - ganharam LPs com algumas faixas incidentais - as chamadas BGMs - que tocavam em suas cenas.
Em 1990 foi lançado o primeiro álbum exclusivamente com as BGMs. Aproveitando o fenômeno da novela “Pantanal” na Manchete, os temas compostos por Marcus Viana para a história de Benedito Ruy Barbosa foram quase todos disponibilizados ao público em LP, intitulado “Pantanal - Suíte Sinfônica”. Outros exemplos de álbuns exclusivamente com as BGMs das novelas é “Xica da Silva”, “Terra Nostra” e “O Clone”, todos os 3 com temas compostos por Marcus Viana. Até então, porém, todos estes discos eram postos à venda mais por responsabilidade da gravadora do músico, a Sonhos e Sons, do que por vontade das TVs.
No ano de 2002, pela primeira vez era lançado um CD com as BGMs das novelas por iniciativa da emissora. Coube ao álbum com os temas incidentais de “Esperança”, com canções assinadas pelo maestro John Neschling e pelo pianista Ilan Rechtman, ter esse pioneirismo.
Na década de 2010, com o advento das plataformas digitais, álbuns com as trilhas incidentais passaram a ser mais comuns, uma vez que não era mais necessário por a venda o cd em formato físico.

### Bandas sonoras cinematográficas
As bandas sonoras para cinema, tais como as televisivas, normalmente incluem excertos da música instrumental composta para o filme (ou programa televisivo) e canções que nele se ouvem.
Na década de 1990, popularizou-se o conceito de inclusão de canções inspiradas pelo filme (ou programa). De um modo geral, tratava-se apenas de uma jogada de marketing para atingir mais público, e os álbuns sofreram com tal. Um crítico apontou essa tendência como o sintoma de um "gradativo empobrecimento que a música do cinema sofreu" no últimos tempos. No entanto, alguns desses álbuns eram bastante superiores à média.
De qualquer modo, as bandas sonoras assemelham-se a álbuns de compilações de vários intérpretes.

### Música do filme
A música do filme está de harmonia com o diálogo e a imagem, estabelecendo o tom de um filme. Independentemente de ser clássica, jazz, eletrónica ou qualquer outro género, todo o material musical expressamente composto ou exibido num filme pode ser definido como a música do filme.
Pelo contrário, um álbum que seja uma banda sonora não contém necessariamente a música do filme, uma vez que muitas das canções que apresenta podem não ter sido gravadas tendo o filme como objectivo (por exemplo, as constantes em American Graffiti, The Big Chill, Dirty Dancing) ou podem nem ter sido exibidas no filme (por exemplo, Batman Forever).

### Temas cinematográficos
Tal como a Música do Filme, os Temas Cinematográficos são retirados dos filmes. A diferença é que, enquanto os álbuns de Música do Filme apresentam as gravações originais, as coleções de Temas Cinematográficos reúnem material gravado por intérpretes que não tiveram envolvidos com o filme.

### Música de desenhos animados
As origens da história da música de desenhos animados estão intimamente ligadas ao trabalho do compositor Carl Stalling, o qual trabalhou nos estúdios de animação Warner Bros. durante duas décadas.
Stalling trilhou um novo caminho ao seguir a trajetória visual da ação no écran por oposição às regras aceites de composição. O resultado - não alicerçado nos tradicionais tempo, ritmo e desenvolvimento temático - foi de grande extremismo, à medida que a melodia, o estilo e a forma se misturavam em som e imagem intimamente ligados.
Essa fórmula continua a ser a atualmente utilizada nas composições desenvolvidas para a animação, embora, desde a era do rock, as canções pop também tenham destaque nas produções de desenhos animados, por vezes com vultos da pop, como Celine Dion e Peabo Bryson, Elton John e Phil Collins.
Algumas séries televisivas de animação foram também baseadas em bandas de rock ficcionais como Josie & the Pussycats e Jabberjaw (nota: esta última foi exibida no Brasil com o nome Tutubarão).

### Música de espionagem
Os filmes de espionagem são um género cinematográfico popular desde a década de 1960. Não só os filmes são bem conhecidos, como a sua música também. De facto, a música que exibiam tornou-se quase inseparável deles próprios, em especial no caso do agente secreto James Bond. A música de John Barry definiu o tom musical do género, cujos princípios têm sido seguidos desde então.

### Música de competições esportivas artísticas
As músicas utilizadas em competições esportivas artísticas como ginástica e patinação no gelo. São partes da apresentação que não pontuadas na competição, mas que são indispensáveis.

### Música de videogame
A música de jogo digital...
O ano de 2003 foi um marco nesse sentido. Foi nesse ano que a primeira trilha sonora de um videogame - NBA Live 2003 da Electronic Arts - obteve um disco de platina pela Recording Industry Association of America (RIAA). Nesse mesmo ano a British Academy of Film and Television Arts (BAFTA) incluiu na sua programação premiações à indústria de games, entre elas a categoria de melhor trilha sonora. Agraciados por esse prêmio incluem Dead Space, Okami, Hitman: Contracts e o primeiro título da série Guitar Hero.
A popularidade da música de videogames ganhou com novo impulso com o projeto Video Games Live, produzido por Tommy Tallarico. A partir de 2005 a Orquestra Filarmônica de Los Angeles começou a apresentar no Hollywood Bowl um concerto com músicas de games clássicos, a exemplo de Halo, Tron, Zelda e Metal Gear Solid.

## Terminologia
- Cues: cada trecho de música de um filme, por menor que seja, é chamado de cue. Fazendo uma analogia com a música popular, ela seria equivalente à faixa de um disco, com a diferença de poder durar apenas alguns segundos.[22]
- Decupagem: a decupagem, ou spotting em inglês, é o processo que define aonde a música vai estar presente no filme, de acordo com a cena escolhida.[23]
- Leitmotif: recurso musical associado à personagens e eventos específicos, empregado de forma recorrente.[24] Ela foi a técnica favorita de Max Steiner (1888-1971), considerado o pai da música do cinema.[25]
- Mickeymousing: é uma técnica de composição onde os movimentos da imagem da tela têm um paralelo sincronizado na orquestração. É freqüentemente associada à desenhos animados (daí o nome), e têm como função exercer um efeito cômico.[26] O mickeymousing é considerada uma técnica controversa.[25]
- Música original: o termo música original do filme refere-se à parte musical instrumental composta exclusivamente para determinado filme. Seu equivalente em inglês é score, traduzido literalmente como partitura.[1]
- Source music: no jargão da indústria cinematográfica, é a música que tanto os espectadores quanto os personagens do filme ouvem. Um exemplo clássico do uso de source music é Sam (Dooley Wilson) tocando "As times goes by" no filme Casablanca (1942).[27]
- Tema: um tema (theme, em inglês[28]) é, em geral, "a parte mais reconhecível em uma obra ou trecho musical".[29]
- Temp tracks: uma abreviação de temporary tracks, são peças musicais preexistentes utilizadas como referência para a composição da música original.[30] Os temp tracks que o diretor George Lucas utilizou para Guerra nas Estrelas - composições de Antonín Dvořák, Franz Liszt e Gustav Holst - serviram de guia para John Williams compor seu premiado score, por exemplo.[31]

## Críticas
Desde seu início, os críticos têm sido impiedosos com o estilo.  A música original do cinema é tida como uma arte menor, talvez herdando um pouco do discriminação que a sétima arte têm sofrido desde sempre.
Muitos críticos diminuem esse trabalho melódico com o argumento dos seus fins comerciais. No entanto, mesmo no seu pior, esse gênero musical pode ser agradável e servir como easy listening.
No seu melhor, as bandas sonoras estão entre os trabalhos mais importantes dos compositores instrumentais contemporâneos na música moderna. Sergei Prokofiev, por exemplo, criou obras-primas em conjunto com um dos pais do cinema: Sergei Eisenstein. Outros grandes compositores do século XX são quase exclusivamente conhecidos pelas bandas sonoras que criaram. Tal foi desmistificando a ideia - e alterando também comportamentos - de que as peças escritas como bandas sonoras eram mera música de fundo.

## Lista de Compositores

### Em ordem alfabética
| - Adolph Deutsch - Alan Silvestri - Alex North - Alexandre Desplat - Alfred Newman - André Previn - Angelo Badalamenti | - Anne Dudley - Aram Khachaturian - Arthur Honegger - Basil Poledouris - Bee Gees - Bernard Herrmann - Bill Conti | - Brad Fiedel - Bruce Broughton - Bruno Bizarro - Carl W. Stalling - Carter Burwell - Charles Chaplin |

| - Christopher Young - Cliff Eidelman - Danny Elfman - Dave Grusin - David Arnold - David Newman | - David Shire - Dimitri Tiomkin - Elliot Goldenthal - Elmer Bernstein - Ennio Morricone - Erich Wolfgang Korngold | - Francis Lai - Frank DeVol - Fred Karlin - Gabriel Yared - George Fenton - Georges Delerue |

| - Graeme Revell - Gustavo Santaolalla - Hans Zimmer - Henry Mancini - Howard Shore - Harry Gregson-Williams | - John Barry - James Newton Howard - Johnny Mandel - John Addison - Jerry Goldsmith - John Williams | - John Debney - John Morris - Jacques Ibert - James Horner - Jerry Fielding - Joseph LoDuca |

| - Klaus Badelt - Leonard Rosenman - Lalo Schifrin - Leonard Bernstein - Laurence Rosenthal - Marc Shaiman | - Marco Beltrami - Marvin Hamlisch - Mark Isham - Mark Mancina - Mason Daring - Maurice Jarre | - Max Steiner - Michael Nyman - Michael Kamen - Miklós Rózsa - sir Malcolm Arnold - Michel Legrand |

| - Mikis Theodorakis - Michael Giacchino - Mychael Danna - Nino Rota - Patrick Doyle - Pino Donaggio | - Randy Newman - Randy Edelman - Randy Newman - Ryuichi Sakamoto - Rupert Gregson-Williams - Ralph Vaughan Williams | - Shirley Walker - Trevor Jones - Thomas Newman - Toru Takemitsu - William Alwyn - Wojciech Kilar - sir William Walton |

### Crossover
| - Aaron Copland - Akira Yamaoka - Brian Eno - Burt Bacharach - Charlie Clouser - Coil | - Dmitri Shostakovich - Duke Ellington - Giorgio Moroder - Goblin - Herbie Hancock - Isaac Hayes | - Keith Emerson - Lisa Gerrard - Mark Knopfler - Peter Gabriel - Philip Glass - Popol Vuh | - Quincy Jones - Ry Cooder - Sergei Prokofiev - Stewart Copeland - Tangerine Dream - Throbbing Gristle | - Trent Reznor - Vangelis - Wendy Carlos |

## Premiações

### Oscar

#### Music (Original Score)
Abaixo está uma breve lista dos ganhadores do Óscar desde 1934, no quesito Music (Original Score).
| - 1938: The Adventures of Robin Hood: Erich Wolfgang Korngold - 1945: Spellbound (filme): Miklos Rozsa - 1957: A Ponte do Rio Kwai: Malcolm Arnold - 1959: Ben-Hur: Miklos Rozsa - 1961: Lawrence da Arábia: Maurice Jarre - 1962: Breakfast at Tiffany's: Henry Mancini - 1968: O Leão no Inverno: John Barry - 1972: Fiddler on the Roof: John Williams - 1976: A Profecia: Jerry Goldsmith - 1977: Guerra nas Estrelas: John Williams | - 1980: Fama: Michael Gore - 1981: Carruagens de Fogo: Vangelis - 1991: A Bela e a Fera: Alan Menken - 1990: Dança com Lobos: John Barry - 1994: O Rei Leão: Hans Zimmer - 1997: Titanic: James Horner - 2000: O Tigre e o Dragão: Tan Dun - 2001: O Senhor dos Anéis: A Sociedade do Anel: Howard Shore - 2002: Frida: Howard Shore - 2005: O Segredo de Brokeback Mountain: Gustavo Santaolalla |

#### Music (Song)
| - 1938: The Adventures of Robin Hood: Erich Wolfgang Korngold - 1945: Spellboun (filme): Miklos Rozsa - 1957: A Ponte do Rio Kwai: Malcolm Arnold - 1959: Ben-Hur: Miklos Rozsa - 1961: Lawrence da Arábia: Maurice Jarre - 1962: Bonequinha de Luxo: Henry Mancini - 1968: O Leão no Inverno: John Barry - 1972: Um Violinista no Telhado: John Williams - 1976: A Profecia: Jerry Goldsmith - 1977: "How Deep Is Your Love" (Bee Gees): Saturday Night Fever - 1984: "I Just Called to Say I Love You" (Stevie Wonder): A Dama de Vermelho | - 1994: "Can You Feel the Love Tonight" (Elton John): O Rei Leão - 1995: "Colors of the Wind" (Alan Menken): Pocahontas - 1997: "My Heart Will Go On" (James Horner): Titanic - 2002: "Lose Yourself" (Eminem): 8 Mile - Rua das Ilusões - 2003: "Into the West" (Howard Shore & Annie Lennox): O Senhor dos Anéis: O Retorno do Rei - 2004: "Al Otro Lado Del Río" (Jorge Drexler): Diários de Motocicleta - 2008: "Jai Ho" (A. R. Rahman): Quem Quer Ser um Milionário? - 2009: "The Weary Kind" (Ryan Bingham & T-Bone Burnett): Coração Louco |

### Golden Globe
| - 1951: Crepúsculo dos Deuses: Franz Waxman - 1966: Doutor Jivago: Maurice Jarre - 1970: Butch Cassidy: Burt Bacharach - 1972: Shaft: Isaac Hayes - 1973: O Poderoso Chefão: Nino Rota - 1974: Fernão Capelo Gaivota: Neil Diamond - 1976: Tubarão: John Williams - 1979: O Expresso da Meia-Noite: Giorgio Moroder - 1983: E.T. - O Extraterrestre: John Williams - 1984: Flashdance - Em Ritmo de Embalo: Giorgio Moroder | - 1985: Passagem para a Índia: Maurice Jarre - 1986: Entre Dois Amores: John Barry - 1987: A Missão: Ennio Morricone - 1988: O Último Imperador: David Byrne - 1990: A Pequena Sereia: Alan Menken - 1996: Caminhando nas Nuvens: Maurice Jarre - 1997: O Paciente Inglês: Gabriel Yared - 2001: Gladiador: Lisa Gerrard - 2002: Moulin Rouge - Amor em Vermelho: Craig Armstrong - 2004: O Senhor dos Anéis: O Retorno do Rei: Howard Shore |

### BAFTA
| - 1980: O Império Contra-Ataca: John Williams - 1984: Era uma vez na América: Ennio Morricone - 1985: A Testemunha: Maurice Jarre - 1987: Os Intocáveis: Ennio Morricone - 1988: Império do Sol: John Williams | - 1989: Sociedade dos Poetas Mortos: Maurice Jarre - 1990: Cinema Paradiso: Ennio Morricone - 1993: A Lista de Schindler: John Williams - 2008: Quem Quer Ser um Milionário? A. R. Rahman - 2009: Up - Altas Aventuras: Michael Giacchino |

### Grammy

#### Best Score
| - 1979: Superman - O Filme: John Williams - 1981: Os Caçadores da Arca Perdida: John Williams - 1990: Tempo de Glória: James Horner - 1998: O Resgate do Soldado Ryan: John Williams - 1999: Tarzan: Phil Collins | - 2000: Beleza Americana: Thomas Newman - 2003: O Senhor dos Anéis: As Duas Torres: Howard Shore - 2005: Ray: Craig Armstrong - 2008: Batman: O Cavaleiro das Trevas: Hans Zimmer & James Newton Howard - 2009: Up - Altas Aventuras: Michael Giacchino |

### RIAA
Abaixo está uma lista da Recording Industry Association of America com as dez trilhas que mais venderam nos Estados Unidos. Um "disco de ouro" é equivalente à 500 mil cópias vendidas e o de "platina" são 1 milhão.
| - O Guarda-Costas (1992): 17x platina. - Os Embalos de Sábado à Noite (1977): 15x platina. - Purple Rain (1984): 13x platina. - Dirty Dancing - Ritmo Quente (1987): 11x platina. - Titanic (1997): 11x platina. | - O Rei Leão (1994): 10x platina. - Footloose (1984): 9x platina. - Top Gun (1986)- Ases Indomáveis (1986): 9x platina. - Grease (1978): 8x platina. - Falando de Amor (1995): 7x platina. |

### BPI
Abaixo está uma lista da British Phonographic Industry com dez trilhas campeãs de venda na Grã-Bretanha. No caso da BPI, um "disco de ouro" é equivalente a 100 milhares de unidades vendidas e o de "platina" a 300 milhares.
| - Dirty Dancing - Ritmo Quente (1987): 5x platina. - O Diário de Bridget Jones (2001): 3x platina. - Titanic (1997): 3x platina. - Trainspotting - Sem Limites (1996): 3x platina. - The Commitments - Loucos pela Fama (1991): 3x platina. | - Ou Tudo ou Nada (1997): 3x platina. - Buster - Procura-se um Ladrão (1988): 3x platina. - Bridget Jones no Limite da Razão (2004): 2x platina. - High School Musical (2006): 2x platina. - Evita (1996): 2x platina. |

## Leituras
- BERCHMANS, Tony. A música do filme: tudo o que você gostaria de saber sobre a música de cinema. São Paulo: Escrituras Editora, 2006.
- DOURADO, Henrique Autran. Dicionário de termos e expressões da música. São Paulo: Ed. 34, 2004.
- MÁXIMO, João. A música do cinema: os 100 primeiros anos. Rio de Janeiro: Rocco, 2003. v. 1.
- _____. A música do cinema: os 100 primeiros anos. Rio de Janeiro: Rocco, 2003. v. 2.